# Ajinomoto
Ajinomoto Co., Inc. (味の素株式会社 Ajinomoto Kabushiki-gaisha?) är ett japanskt mat- och kemikalieföretag som producerar kryddor, matoljor, sötningsmedel, aminosyror och läkemedel.
Ajinomoto är den enda tillverkaren av en speciell film som kallas ABF (Ajinomoto Build Up Film), som krävs vid tillverkning av mikroprocessorer för att isolera skikten. Filmen uppfanns under grundforskning om aminosyrakemi för epoxihartser och kompositer gjorda av dem. Projektet startade 1996 under ledning av Shigeo Nakamura.